# Апостолове (локомотивне депо)
Локомоти́вне депо́ «Апостолове» (ТЧ-11) — оборотне локомотивне депо, структурний підрозділ служби локомотивного господарства об'єднання «Придніпровська залізниця». 
Розташоване поблизу однойменної станції, обслуговує переважно ділянку Апостолове—Дніпро

## З історії депо
До 1997 року було основним, після — оборотне. 

## Локомотивне господарство
Парк локомотивів складають магістральні 2ТЕ116 та маневрові ЧМЕ3 тепловози.